# A Vân Ca
A Vân Ca (hoặc Ayanga, chữ Hán giản thể: 阿云嘎, bính âm: Āyúngā, tiếng Mông Cổ: ᠠᠶᠤᠩᠭ᠎ᠠ, sinh ngày 23 tháng 10 năm 1989) là một nam diễn viên nhạc kịch người Trung Quốc, thuộc sắc tộc Mông Cổ. Anh tốt nghiệp khoa nhạc kịch của Học viện Vũ Đạo Bắc Kinh.
Năm 2012, A Vân Ca đóng vai chính trong vở nhạc kịch gốc "Thần thoại Côn Lôn" và "Thiên kiều". Năm 2013, anh tham gia vở nhạc kịch "Nesraddin Afandi", sau đó, anh đoạt giải nhất Tiếng hát được yêu thích trong cuộc thi <Thanh ca thi đấu - bộ phận Nội Mông> lần thứ ba. Năm 2014, A Vân Ca giành giải ba ở hạng mục được yêu thích của <Giải thưởng Wenhua> trong <Giọng hát hay Quốc gia>. Cùng năm đó, anh giành giải quán quân <Mr.Super> của Đài truyền hình vệ tinh An Huy và á quân vòng chung kết quốc gia của CCTV <Trung Quốc đang lắng nghe>. Năm 2016, anh tham gia CCTV <Gala Lễ hội mùa xuân>; phát hành album solo đầu tiên "Thảo nguyên Hilla" và đóng vai Lâm Thần Ngọc trong bộ phim truyền hình "Khí linh". Năm 2017, A Vân Ca đóng vai chính trong vở nhạc kịch "Tình yêu ký ức Alzheimer" và "My Bucket List"; đồng thời bài hát "Mông Cổ Hương" giành quán quân <Bảng xếp hạng Ca khúc tiếng Hoa Toàn cầu> số thứ hai của CCTV15 vào tháng 10.
Năm 2018, anh tham gia bộ phim truyền hình <Thảo nguyên của cha, dòng sông của mẹ>; cùng năm đó anh tham gia chương trình <Thanh Nhập Nhân Tâm> của đài Hồ Nam và giành ghế chính thức. Năm 2019, anh tiếp tục tham gia vào <Gala Lễ hội mùa xuân> của CCTV; tham gia vào chương trình "Singer 2019" cùng Trịnh Vân Long, Cúc Hồng Xuyên, Thái Trình Dục lập nhóm Thanh Nhập Nhân Tâm Nam Đoàn và giành giải ba chung cuộc; vào tháng 10 anh đóng vai Antonio trong vở kịch nói "Người lái buôn thành Venice"; sau đó là đại sứ quảng bá của <Liên hoan quốc tế sân khấu nhạc kịch Thượng Hải 2020>. Năm 2020, anh tham gia <Gala Lễ hội mùa xuân> CCTV lần thứ ba; vào ngày 23 tháng 7 anh phát hành album nhạc kịch "Bất hủ - The ART", đóng vai chính trong vở nhạc kịch "Tại phương xa". Năm 2021, anh đóng vai Romeo trong vở nhạc kịch "Romeo và Juliet".
Năm 2022, anh trở thành trưởng đoàn nhạc kịch của Bắc Ca - trưởng đoàn nhạc kịch đầu tiên thuộc sở hữu nhà nước.

## Tiểu sử
A Vân Ca là con trai út sinh ra trong một gia đình có năm anh chị em ở Ordos, Nội Mông, Trung Quốc. Cha anh qua đời lúc anh 3 tuổi, mẹ anh mất năm anh 6 tuổi, và được anh trai cả đã nuôi nấng trưởng thành . Năm 14 tuổi, A Vân Ca xa nhà và gia nhập vào đoàn múa của Quân đội nhân dân Chengdu. Sau đó, bất chấp sự phản đối của người thân và bạn bè, anh quyết định nghỉ việc trong đoàn nghệ thuật và đến Bắc Kinh. Người anh cả luôn nghiêm khắc không khiển trách anh mà lặng lẽ lấy ra phong bì 500 tệ đưa vào tay anh. Sau khi đến Bắc Kinh vào năm 16 tuổi, anh làm nhiều công việc như đi hát ở 1 số quán bar, câu lạc bộ, sau đó làm trong một nhà hàng có phục vụ biểu diễn nhạc kịch để kiếm tiền đóng học phí và trang trải cuộc sống. Mỗi tháng anh kiếm được 2000 tệ và gửi về 1500 tệ cho anh trai, anh trai đều giữ lại để khi anh gặp chuyện khó khăn có thể dùng tới. Sau đó anh trai của anh đã qua đời vì bệnh ung thư gan năm anh 19 tuổi.
Ngày 18 tháng 2 năm 2009, A Vân Ca thi tuyển vào Học viện Vũ Đạo Bắc Kinh và trúng tuyển vào khoa nhạc kịch. A Vân Ca là lớp trưởng của khoa nhạc kịch khóa 2009 - 2013.

## Sự nghiệp
Năm 2013, A Vân Ca tốt nghiệp và bắt đầu làm việc ở nhà hát ca múa nhạc dân gian Bắc Kinh. Năm 2014, anh tham gia cuộc thi Super Mr. phát sóng trên đài An Huy và giành giải quán quân chung cuộc. Cùng năm đó, anh tham gia chương trình Rising Star phát sóng trên đài truyền hình trung ương (CCTV) Ở vòng chung kết, anh hát bài "Quê cũ của sinh mệnh" (生命的故乡) và giành giải ba. Trong lĩnh vực nhạc kịch, Ayanga là một gương mặt quen thuộc, và luôn đóng vai chính trong các vở nhạc kịch mà anh tham gia.

### Thanh Nhập Nhân Tâm
Năm 2018, A Vân Ca tham gia chương trình Thanh Nhập Nhân Tâm của đài truyền hình Hồ Nam. Chương trình khởi quay vào tháng 10 năm 2018, thời gian quay kéo dài 100 ngày. Chương trình được phát sóng thành 12 tập trên đài Hồ Nam và nhận được sự yêu thích rộng rãi ở Trung Quốc. A Vân Ca là người giành chiến thắng nhiều nhất trong các tập và một trong sáu người chiến thắng chung cuộc ở tập chung kết, ngoài ra còn có Trịnh Vân Long, bạn học đại học của anh. Nhờ những màn biểu diễn song ca thành công, hai người thường được gọi là "Tổ hợp Song Vân".
Sau khi chương trình kết thúc, A Vân Ca được đề cử tham gia chương trình Singer 2019 cùng với Trịnh Vân Long và các thành viên khác của Thanh Nhập Nhân Tâm là Cúc Hồng Xuyên, Thái Trình Dục. Họ tham gia Singer 2019 với tư cách một nhóm nhạc nam mang tên Thanh Nhập Nhân Tâm Nam Đoàn. Trong mỗi tập chương trình phát sóng, các bài hát của họ luôn đạt được lượt bầu chọn cao nhất trên Weibo và QQ Yinyue. Qua các bài hát "Lộc be free" (鹿 be free), "Tâm Tạng" (心脏), "Never Enough", nhóm giành giải nhì chung cuộc.

## Nhạc kịch
| Năm       | Nhạc kịch                | Tên tiếng Trung  | Nhân vật          | Vai trò khác                      |
| --------- | ------------------------ | ---------------- | ----------------- | --------------------------------- |
| 2011      | Rent                     | 吉屋出租         | Mark, Angel       |                                   |
| 2012      | Thần thoại Côn Lôn       | 昆仑神话         | Sách Lang, Bàn Cổ |                                   |
| 2012      | Thiên kiều               | 天桥             | Lâm Bằng Phi      |                                   |
| 2013-2014 | Nasreddin Afandi         | 纳斯尔丁·阿凡提  | Vương Tử          |                                   |
| 2017      | Tình yêu ký ức Alzheimer | 阿尔兹记忆的爱情 | Ngô Trí Triết     |                                   |
| 2017-2018 | My Bucket List           | 我的遗愿清单     | Dương Hiểu Vũ     |                                   |
| 2020-2021 | Tại phương xa            | 在远方           | Diêu Viễn         | Nhà soạn nhạc                     |
| 2021      | Ghost: The Musical       | 人鬼情未了       |                   | Người đồng sản xuất/người chế tác |
| 2021      | Romeo và Juliet          | 罗密欧与朱丽叶   | Romeo             |                                   |
| 2022-2025 | Bá Tước Monte Cristo     | 基督山伯爵       | Edmond Dantès     | Nhà sản xuất                      |
| 2023      | Bóng ma trong nhà hát    | 剧院魅影         | Phantom           | Nhà đồng sản xuất                 |
| 2024      | Be Somebody              | 扬名立万         |                   | Tổng giám chế                     |
| 2023-2025 | Phong Thanh (Tiếng gió)  | 风声             |                   | Nhà sản xuất chính                |

## Kịch nói
| Thời gian                    | Vở                          | Tên tiếng Trung | Nhân vật |
| ---------------------------- | --------------------------- | --------------- | -------- |
| Ngày 4,6,7 tháng 10 năm 2019 | Người lái buôn thành Venice | 威尼斯商人      | Antonio  |

## Danh sách phim

### Phim truyền hình
| Thời gian | Tiêu đề                               | Tên tiếng Trung    | Nhân vật      |
| --------- | ------------------------------------- | ------------------ | ------------- |
| 2016      | Khí linh                              | 器灵               | Lâm Thần Ngọc |
| 2018      | Thảo nguyên của cha, dòng sông của mẹ | 父亲的草原母亲的河 | Nạp Mộc Hải   |

### Phim điện ảnh
| Thời gian | Tiêu đề                            | Tên tiếng Trung  | Nhân vật     |
| --------- | ---------------------------------- | ---------------- | ------------ |
| 2014      | Bàn tay đen vô hình                | 隐形的黑手       | Lâm Thụ Minh |
| 2017      | Mê cung máu: Đông cung và Tây cung | 血迷宫之东宫西宫 | Nam Tử Hạo   |
| 2017      | Bảy mươi bảy ki lô mét             | 七十七公里       | Ô Hãn Kỳ     |
| 2022      | Tận cùng cửa biển là thảo nguyên   | 海的尽头是草原   | Y Đức Nhĩ    |
| 2024      | Ra vào bình an (Tên cũ: Đêm trước) | 出入平安         | Uất Trì Hiểu |

### Phim ngắn
| Thời gian | Tiêu đề | Tên tiếng Trung | Nhân vật    |
| --------- | ------- | --------------- | ----------- |
| 2014      | Cha     | 父亲            | Đặc Mục Lặc |

### Lồng tiếng
| Thời gian           | Thể loại      | Tiêu đề                  | Tiên tiếng Trung | Nhân vật      |
| ------------------- | ------------- | ------------------------ | ---------------- | ------------- |
| 23 tháng 7 năm 2020 | Audibook      | The Phantom of the Opera | 歌剧魅影         | Tử tước Raoul |
| 27 tháng 9 năm 2020 | Phim tài liệu | Biển sâu vô hạn          | 极度深海         |               |

## Danh sách album
- Album "Thảo nguyên Hilla" (希拉草原) phát hành ngày 10 tháng 12 năm 2016

| STT | Tựa đề                                        | Tên tiếng Trung |
| --- | --------------------------------------------- | --------------- |
| 1   | "Thảo nguyên Hilla" ( bài hát dân ca Ordos )  | 希拉草原        |
| 2   | "Niềm tự hào trên lưng ngựa"                  | 马背豪情        |
| 3   | "Chờ đợi bạn trở lại"                         | 等你归来        |
| 4   | "Dòng sông Erguna"                            | 额尔古纳河      |
| 5   | "Tưởng niệm"                                  | 思念            |
| 6   | "Mông Cổ Hương"                               | 蒙古香          |
| 7   | "Tống thân ca" ( Bài ca đưa tiễn người thân ) | 送亲歌          |
| 8   | "Quê cũ của sinh mệnh"                        | 生命的故乡      |
| 9   | "Cảm ơn"                                      | 感谢            |

- Mini album "Bốn ca khúc đi ngược ánh sáng" (逆光而行四部曲) phát hành ngày 02 tháng 07 năm 2019

| STT | Tựa đề                    | Tên tiếng Trung |
| --- | ------------------------- | --------------- |
| 1   | "Nhà"                     | 家              |
| 2   | "Căn phòng tám bước rưỡi" | 八步半的房间    |
| 3   | "Dũng cảm"                | 无畏            |
| 4   | "Cùng với Tổ Quốc"        | 和祖国在一起    |

- Album "Bất hủ - The ART" (不朽的·THE ART) phát hành ngày 23/07/2020

| STT | Tựa đề                                                                    | Tên tiếng Anh           | Tên tiếng Trung              | Lấy cảm hứng từ tác phẩm      |
| --- | ------------------------------------------------------------------------- | ----------------------- | ---------------------------- | ----------------------------- |
| 1   | "Bất hủ"                                                                  | Immortal                | 不朽的                       |                               |
| 2   | "Đảo tình yêu"                                                            | Love Island             | 心岛                         | "Bá tước Monte Cristo"        |
| 3   | "Dưới tán cây anh đào                                                     | Under the Cherry Tree   | 樱桃树下                     | "Vườn anh đào"                |
| 4   | "Namida"                                                                  | Namida                  | 娜米达                       | "Hoàng tử bé"                 |
| 5   | "Cậu bé chăn cừu"                                                         | The Shepherd Boy        | 牧羊少年                     | "Nhà giả kim"                 |
| 6   | "2021: Chuyến du hành không gian"                                         | 2021: A Space Odyssey   | 2021太空漫游                 | "2021: A Space Odyssey"       |
| 7   | "Người bị ướt mưa"                                                        |                         | 被雨淋湿的人                 | "Người lái buôn thành Venice" |
| 8   | "Biến hình ký"                                                            | The Metamorphosis       | 变形记                       | "The Metamorphosis"           |
| 9   | "Ảo giác về thế giới hoa lệ"                                              | A Grand Disillusionment | 华丽世界的幻觉               | "The Great Gatsby"            |
| 10  | "Anh chờ em năm mươi mốt năm, chín tháng và bốn ngày" (feat. Đàm Duy Duy) |                         | 我等了你五十一年九个月零四天 | "Love in the Time of Cholera" |

- EP "Lâm Xuyên tứ mộng" (临川四梦) phát hành ngày 9/11/2022

Lấy cảm hứng từ hý kịch "Lâm Xuyên tứ mộng" hay "Ngọc Minh Đường tứ mộng" của Thang Hiền Tổ
| STT | Tựa đề         | Tên tiếng Trung | Tên tiếng Anh    | Lấy cảm hứng từ tác phẩm |
| --- | -------------- | --------------- | ---------------- | ------------------------ |
| 1   | "Nhất mộng"    | 一梦            | A dream          | "Mẫu đơn đình"           |
| 2   | "Nhược nguyện" | 若愿            | As wish          | "Tử Thoa ký"             |
| 3   | "Họa trung hí" | 画中戏          | Play in painting | "Hàm Đan ký"             |
| 4   | "Bổn vô"       | 本无            | Nothing          | "Nam Kha ký"             |

## Chương trình đã tham gia
| Năm  | Chương trình                                       | Tên tiếng Trung           | Vai trò            | Ghi chú                                                                                |
| ---- | -------------------------------------------------- | ------------------------- | ------------------ | -------------------------------------------------------------------------------------- |
| 2022 | Vũ vương giấu mặt                                  | 蒙面舞王                  | Khách mời          | Ngày 16 tháng 7                                                                        |
| 2022 | Voice Monster Troupe Season                        | 我是特优声剧团季          | Khách mời          |                                                                                        |
| 2022 | E-Pop of China                                     | 超感星电音                |                    |                                                                                        |
| 2022 | Xin chào thứ 7                                     | 你好，星期六              | Khách mời          | Ngày 25 tháng 6                                                                        |
| 2022 | Thanh âm trời ban                                  | 天赐的声音                | Khách mời          | Mùa 3 tập 2, 3                                                                         |
| 2022 | Thành phố của nhạc kịch                            | 爱乐之都                  | Thành viên hỗ trợ  |                                                                                        |
| 2022 | Xin chào thứ 7                                     | 你好，星期六              | Khách mời          | Ngày 05 tháng 03                                                                       |
| 2021 | Nghe nói ở đây ăn rất ngon                         | 听说很好吃                | Khách mời          | Tập 12                                                                                 |
| 2021 | Happy Camp                                         | 快乐大本营                | Khách mời          | Ngày 02 tháng 10                                                                       |
| 2021 | Mùa hè trên mái hiên                               | 屋檐之夏                  | Khách mời          |                                                                                        |
| 2021 | Tiệm cà phê Flash                                  | 闪电咖啡馆                | Khách mời          | Tập 1                                                                                  |
| 2021 | Keep Running                                       | 奔跑吧                    | Khách mời          | Mùa 9 tập 7, 8                                                                         |
| 2021 | Like vì bài hát                                    | 为歌而赞                  | Khách mời          | Tập 3, 4, 12                                                                           |
| 2021 | Kinh điển vịnh lưu truyền                          | 经典咏流传                | Khách mời          |                                                                                        |
| 2021 | Tiếp chiêu đi! Tiền bối                            | 接招吧前辈                | Khách mời          | Tập 5                                                                                  |
| 2020 | Văn minh đi bộ                                     | 行走的文明                | Khách mời          | Mùa 3, biểu diễn ca khúc "Đảo tình yêu"                                                |
| 2020 | Khóa giới ca vương                                 | 跨界歌王                  | Khách mời          | Mùa 5                                                                                  |
| 2020 | Khoảnh khắc đỉnh cao của vinh quang                | TOP荣耀时刻               | Khách mời          | Tập 2                                                                                  |
| 2020 | Tỷ tỷ đạp gió rẽ sóng                              | 乘风破浪的姐姐            | Khách mời          |                                                                                        |
| 2020 | Mùa hè hoàn hảo                                    | 完美的夏天                | Thành viên cố định | Mùa 1                                                                                  |
| 2020 | Tôi đợi bạn ở Di Hòa Viên                          | 我在颐和园等你            | Khách mời          | Tập 5                                                                                  |
| 2020 | Thiên thiên hướng thượng                           | 天天向上                  | Khách mời          | Ngày 26 tháng 07                                                                       |
| 2020 | Thử thách cực hạn                                  | 极限挑战                  | Khách mời          | Mùa 6 tập 8                                                                            |
| 2020 | Cuộc sống 24 tiết khí                              | 24节气生活                | Khách mời          | Tập 7                                                                                  |
| 2020 | Kinh điển vịnh lưu truyền                          | 经典咏流传                | Khách mời          | Biểu diễn ca khúc "Thiếu niên hành" cùng Trịnh Vân Long, Cúc Hồng Xuyên, Cao Thiên Hạc |
| 2019 | Bài hát của chúng ta                               | 中国梦之声•我们的歌       |                    | Mùa 1                                                                                  |
| 2019 | Thiên thiên hướng thượng                           | 天天向上                  | Khách mời          | Ngày 14 tháng 07                                                                       |
| 2019 | Liên minh Siêu cấp Cánh cụt: Đấu trường ngôi sao 3 | 超级企鹅联盟Super3:星斗场 |                    |                                                                                        |
| 2019 | Happy Camp                                         | 快乐大本营                | Khách mời          | Ngày 26 tháng 03                                                                       |
| 2019 | Singer 2019                                        | 歌手2019                  |                    | Nhóm Thanh Nhập Nhân Tâm Nam Đoàn cùng Trịnh Vân Long, Cúc Hồng Xuyên, Thái Trình Dục  |
| 2018 | Thiên thiên hướng thượng                           | 天天向上                  | Khách mời          | Ngày 23 tháng 12                                                                       |
| 2018 | Thanh Nhập Nhân Tâm                                | 声入人心                  | Thí sinh           | Mùa 1, một trong 6 người đạt ghế chính thức                                            |
| 2017 | Thảo nguyên hoa mỹ nam                             | 蔚蓝的故乡 草原花美男     |                    |                                                                                        |
| 2014 | Trung Quốc đang lắng nghe                          | 中国正在听                | Thí sinh           | Á quân                                                                                 |
| 2014 | Mr.Super                                           | 超级先生                  | Thí sinh           | Quán quân                                                                              |